# National Training Laboratory
Das National Training Laboratories Institute for Applied Behavioral Science (NTL Institute) ist die "Wiege" der Gruppendynamik und der Organisationsentwicklung, es wurde 1947 in Bethel (Maine) gegründet. Pioniere aus den Bereichen Psychologie, Soziologie, Pädagogik, Anthropologie, Psychiatrie und Philosophie erforschten Entwicklung und Veränderung (Prozesse) von Kleingruppen. In Trainingsgruppen (T-Group) wurden durch Beobachtung und Selbsterfahrung (Selbsterfahrungs-Gruppe, Sensitivity-Gruppe) die sonst übliche Trennung von Lehre, Forschung und Lernen durchbrochen. Sie entwickelten neue gruppenorientierte Methoden zum Lehren und Lernen. Die dabei gewonnenen Erkenntnisse haben weit über den akademischen Bereich hinaus Eingang in alle Lebensbereiche gefunden. Auch die Encounter-Gruppen und die Gruppenpsychotherapie hatten hier eine ihrer Wurzeln.